# André de Fels
Le comte André Frisch de Fels, né le 27 janvier 1890 à Paris et mort le 18 novembre 1980 à l’hôpital américain de Paris à Neuilly-sur-Seine, est un homme politique et publiciste français.

## Biographie
Fils du diplomate Edmond de Fels et de sa richissime épouse née Jeanne Lebaudy, il épouse Marthe de Cumont (1893-1988) et eut deux enfants : Christian et Hélène de Fels.
Il est maire de la commune de Saint-Hilarion (Yvelines) de 1920 à 1932, député du département de Seine-et-Oise (1re circonscription de Versailles) du 29 avril 1928 au 31 mai 1932, inscrit au groupe de la Gauche radicale et maire de la commune d'Arcachon de 1938 à 1940, puis révoqué cette dernière année par le gouvernement de Vichy.
Il a collaboré à La Revue de Paris dont il était propriétaire.